# Sepvigny
Sepvigny est une commune française située dans le département de la Meuse, en région Grand Est.

## Géographie

### Situation
Commune située à quelque 6 kilomètres au sud de Vaucouleurs, dans la vallée de la Meuse naissante, cette localité et en particulier l'église fortifiée de Sepvigny mérite le détour.

#### Communes limitrophes
| Burey-en-Vaux   | Burey-en-Vaux | Gibeaumeix |
| Burey-en-Vaux   | Sepvigny      | Champougny |
| Maxey-sur-Vaise | Champougny    | Champougny |

### Hydrographie
La commune est dans le bassin versant de la Meuse au sein du bassin Rhin-Meuse. Elle est drainée par la Meuse,.
La Meuse, d'une longueur de 486 km, est un fleuve européen qui prend sa source en France, dans la commune du Châtelet-sur-Meuse, à 409 mètres d'altitude, et se jette dans la mer du Nord après un cours long d'approximativement 950 kilomètres traversant la France, la Belgique et les Pays-Bas. Les caractéristiques hydrologiques de la Meuse sont données par la station hydrologique située sur la commune de Vaucouleurs. Le débit moyen mensuel est de 19,3 m3/s. Le débit moyen journalier maximum est de 657 m3/s, atteint lors de la crue du 30 décembre 2001. Le débit instantané maximal est quant à lui de 697 m3/s, atteint le même jour.

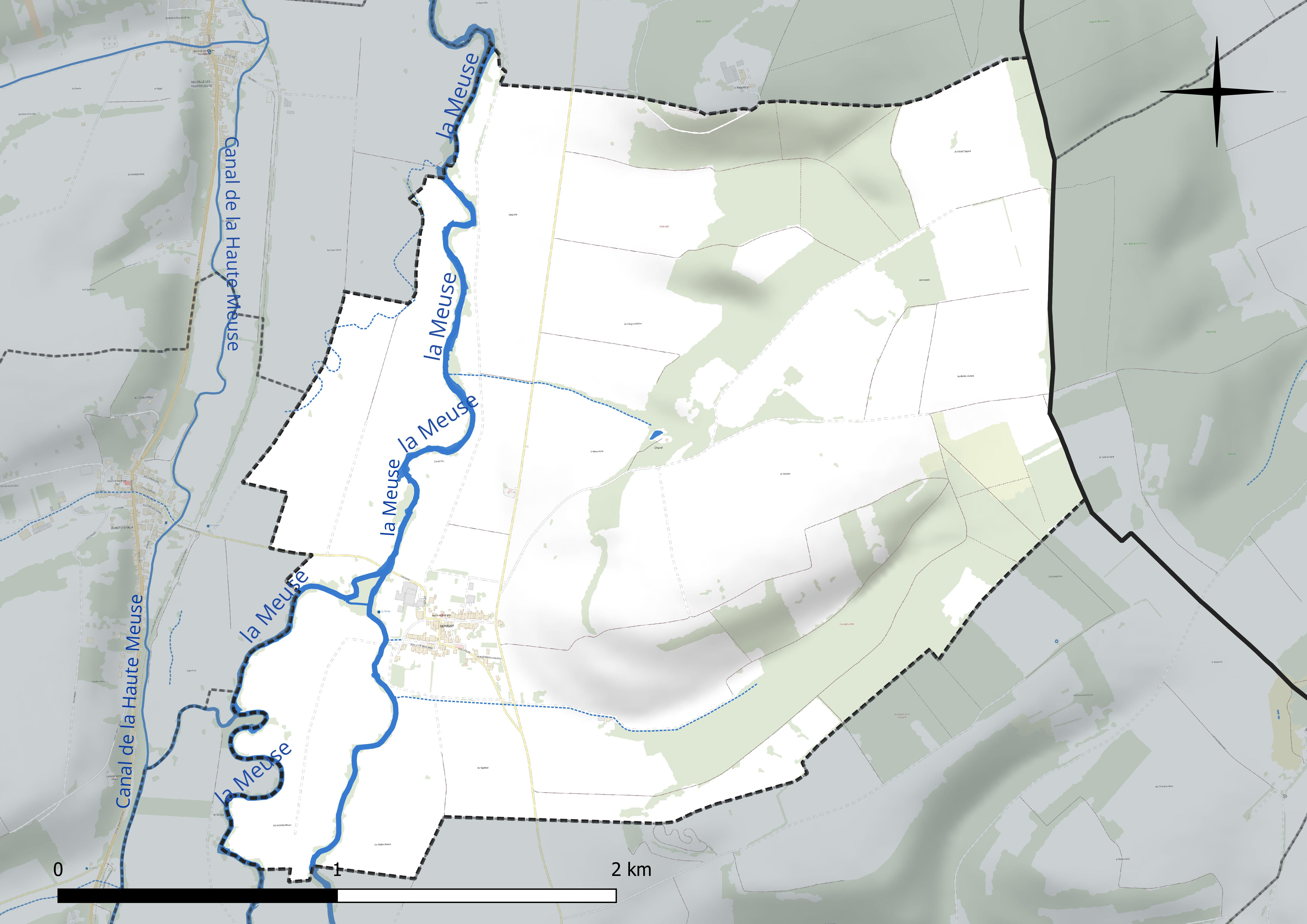
Réseau hydrographique de Sepvigny.

### Climat
Pour des articles plus généraux, voir Climat du Grand Est et Climat de la Meuse.
En 2010, le climat de la commune est de type climat de montagne, selon une étude du Centre national de la recherche scientifique s'appuyant sur une série de données couvrant la période 1971-2000. En 2020, Météo-France publie une typologie des climats de la France métropolitaine dans laquelle la commune est exposée à un climat océanique altéré et est dans la région climatique  Lorraine, plateau de Langres, Morvan, caractérisée par un hiver rude (1,5 °C), des vents modérés et des brouillards fréquents en automne et hiver.
Pour la période 1971-2000, la température annuelle moyenne est de 9,6 °C, avec une amplitude thermique annuelle de 16,6 °C. Le cumul annuel moyen de précipitations est de 962 mm, avec 13,6 jours de précipitations en janvier et 9,4 jours en juillet. Pour la période 1991-2020, la température moyenne annuelle observée sur la station météorologique de Météo-France la plus proche, « Nancy-Ochey », sur la commune d'Ochey à 19 km à vol d'oiseau, est de 10,5 °C et le cumul annuel moyen de précipitations est de 810,4 mm. 
La température maximale relevée sur cette station est de 39,6 °C, atteinte le 25 juillet 2019 ; la température minimale est de −19,1 °C, atteinte le 12 janvier 1987,,.
Les paramètres climatiques de la commune ont été estimés pour le milieu du siècle (2041-2070) selon différents scénarios d'émission de gaz à effet de serre à partir des nouvelles projections climatiques de référence DRIAS-2020. Ils sont consultables sur un site dédié publié par Météo-France en novembre 2022.

## Urbanisme

### Typologie
Au 1er janvier 2024, Sepvigny est catégorisée commune rurale à habitat dispersé, selon la nouvelle grille communale de densité à sept niveaux définie par l'Insee en 2022.
Elle est située hors unité urbaine et hors attraction des villes,.

### Occupation des sols
L'occupation des sols de la commune, telle qu'elle ressort de la base de données européenne d’occupation biophysique des sols Corine Land Cover (CLC), est marquée par l'importance des territoires agricoles (75,9 % en 2018), une proportion identique à celle de 1990 (75,9 %). La répartition détaillée en 2018 est la suivante : 
terres arables (55,9 %), forêts (24,1 %), prairies (20,1 %). L'évolution de l’occupation des sols de la commune et de ses infrastructures peut être observée sur les différentes représentations cartographiques du territoire : la carte de Cassini (XVIIIe siècle), la carte d'état-major (1820-1866) et les cartes ou photos aériennes de l'IGN pour la période actuelle (1950 à aujourd'hui).

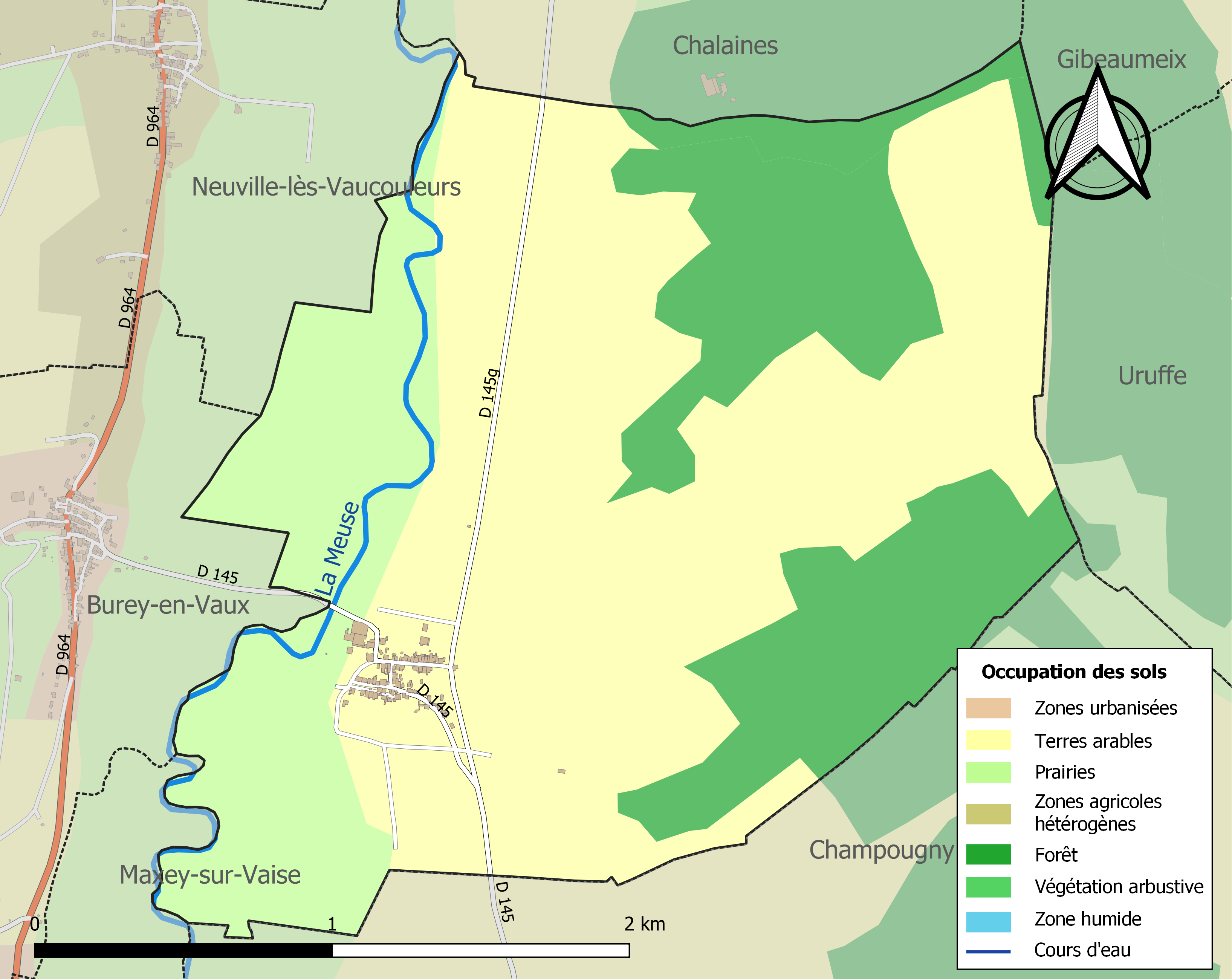
Carte des infrastructures et de l'occupation des sols de la commune en 2018 (CLC).

## Toponymie
Saviniacum (1051) ; Sevignei (1327) ; Savigni (1700) ; Sepviniacum (1711) ; Sepvigny (1793)[réf. nécessaire].
 
Sepvigny est le nom officiel de cette commune. Sur la carte de Cassini, elle est également nommée Savigny (en plus du nom de Sepvigny).
Dérivé du latin silva « région boisée ».

## Histoire
Sepvigny (in Saviniaco), nommée également Savigny sur les cartes de Cassini, figure parmi les biens donnés, vers 627, à Teutfride, évêque de Toul, par Dagobert Ier, roi d'Austrasie. En 1051, le pape Léon IX, dans la bulle de confirmation de l'abbaye de Poussay, énumère la moitié de l'église de Sepvigny.
Avant 1790, Sepvigny faisait partie du Toulois (châtellenie et prévôté de Brixey-aux-Chanoines). Et était rattachée au diocèse de Toul.

### Le pain dePâquesà Sepvigny
Suivant acte passé le 20 février 1608, devant Jean Toussaint, tabellion juré au temporel de l'évêché, comté et principauté de Toul, honorable homme Simon Maurice, demeurant à Sepvigny, et Mengeotte, sa femme, faisaient une donation aux habitants et manants de cette paroisse, portant « qu'il serat distribué annuellement à perpétuité au jour de Pâques-communiant, à chacun conduit, savoir : au ménage entier, une pinte de vin, aux veuves une chopine, avec un pain suivant la proportion qu'il se trouvera. Au sieur curé ou son vicaire, et aux châtelliers, à chacun un pot de vin, avec leurs pains ».
Les donateurs complétèrent leur fondation par un autre acte reçu de Jean Clément, tabellion juré, à la date du 24 juin 1628, et affectèrent spécialement divers immeubles pour en assurer l'exécution, c'est-à-dire la distribution « d'un muid de vin rouge tenant vingt septiers à raison de quatre-vingts pots, et quatre bichets de blé, mesure du lieu, dont deux parts froment, le tiers, conseigle ; le vin sain et net pour être distribué comme dit est. S'il y a du vin de reste, la distribution faite, il sera vendu et l'argent provenant de la vente, appliqué à un service pour prier Dieu pour les fondateurs, leurs parents et amis. Après leur décès, Claude Pigeon, particulier habitant Sepvigny, qui a épousé une fille des donateurs, jouira, sa vie naturelle durant, de la présente fondation, en payant ledit muid de vin et les quatre bichets de blé pour être distribués chaque année par les châtelliers, et après la mort dudit Pigot, le plus proche parent, mâle ou femelle, soit du côté dudit Maurice ou de Mengeotte, sa femme, faisant résidence au lieu de Sepvigny, préférablement à tout autre, en payant comme il est dit : si des héritiers des fondateurs veulent impugner ou débattre la présente fondation, ils les privent de toute hérédité sur les autres biens que délaisseront les donateurs. Dans ce cas, les habitants et châtelliers en feront la distribution comme ils trouveront le meilleur, en confirmant et approuvant les actes susmentionnés. »
Au décès de Pigeon, gendre des époux Maurice, les biens affectés au service de la fondation furent partagés entre ses deux enfants, et ainsi de génération en génération, toujours aux deux plus proches jusqu'à nos jours. Lors de la confection du cadastre, ces immeubles ont été inscrits au nom de Simon Maurice, comme s'il vivait encore. Pendant longtemps ils ont ainsi échappé à tous droits de succession et de maimorte.

## Politique et administration
| Période                                  | Période  | Identité            | Étiquette | Qualité      |
| ---------------------------------------- | -------- | ------------------- | --------- | ------------ |
| Les données manquantes sont à compléter. |          |                     |           |              |
| juin 1995                                | 2001     | Eric Marchand       |           |              |
| mars 2001                                | 2008     | Camille Champonnois |           |              |
| mars 2008                                | mai 2020 | René Liegaut        |           |              |
| mai 2020                                 | En cours | Eric Marchand       |           | Ancien cadre |

## Population et société

### Démographie
L'évolution du nombre d'habitants est connue à travers les recensements de la population effectués dans la commune depuis 1793. Pour les communes de moins de 10 000 habitants, une enquête de recensement portant sur toute la population est réalisée tous les cinq ans, les populations de référence des années intermédiaires étant quant à elles estimées par interpolation ou extrapolation. Pour la commune, le premier recensement exhaustif entrant dans le cadre du nouveau dispositif a été réalisé en 2008.

En 2022, la commune comptait 74 habitants, en évolution de −1,33 % par rapport à 2016 (Meuse : −4,4 %, France hors Mayotte : +2,11 %).
| 1793 | 1800 | 1806 | 1821 | 1831 | 1836 | 1841 | 1846 | 1851 |
| ---- | ---- | ---- | ---- | ---- | ---- | ---- | ---- | ---- |
| 270  | 271  | 313  | 315  | 341  | 341  | 340  | 331  | 342  |

| 1856 | 1861 | 1866 | 1872 | 1876 | 1881 | 1886 | 1891 | 1896 |
| ---- | ---- | ---- | ---- | ---- | ---- | ---- | ---- | ---- |
| 346  | 326  | 296  | 273  | 266  | 225  | 206  | 218  | 210  |

| 1901 | 1906 | 1911 | 1921 | 1926 | 1931 | 1936 | 1946 | 1954 |
| ---- | ---- | ---- | ---- | ---- | ---- | ---- | ---- | ---- |
| 192  | 174  | 165  | 136  | 136  | 109  | 107  | 97   | 100  |

| 1962 | 1968 | 1975 | 1982 | 1990 | 1999 | 2006 | 2008 | 2013 |
| ---- | ---- | ---- | ---- | ---- | ---- | ---- | ---- | ---- |
| 102  | 105  | 94   | 73   | 85   | 81   | 81   | 81   | 76   |

| 2018 | 2022 | - | - | - | - | - | - | - |
| ---- | ---- | - | - | - | - | - | - | - |
| 73   | 74   | - | - | - | - | - | - | - |

## Culture locale et patrimoine

### Lieux et monuments
- Monument aux morts.
- Croix de Sepvigny, rue de la croix,  Classé MH (1909)[22].

#### Église fortifiée Saint-Evre

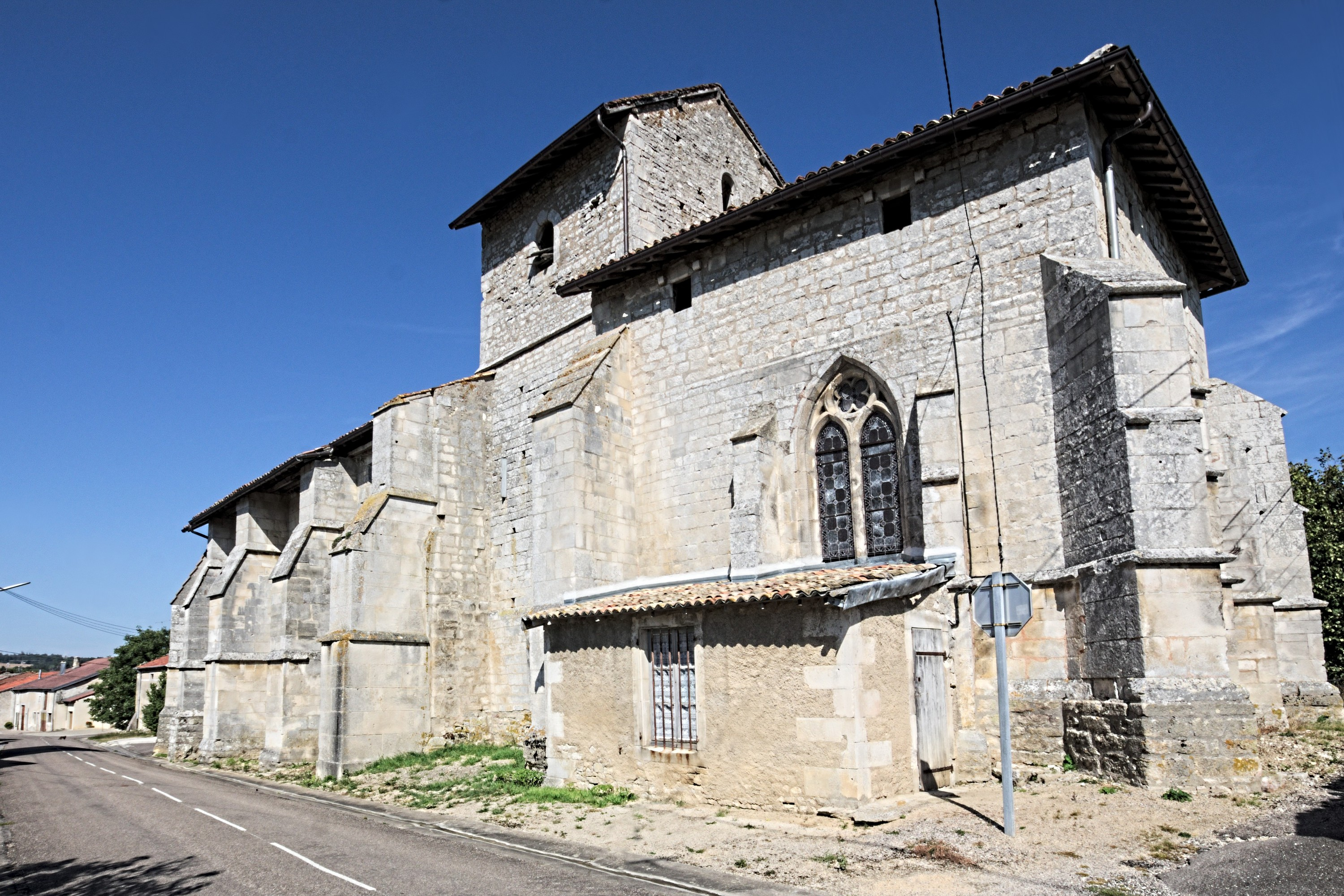
Église fortifiée Saint-Evre.

L'église Saint-Evre, classée monument historique en 1908, construite au XIIIe siècle, est reconstruite au XIVe siècle, entièrement voûté en ogive. Cette église, qui n'était primitivement qu'une chapelle, est devenue l'église principale après la destruction du village au Moyen Âge. À cette époque, l'église de Vieux-Astre, à peu de distance au nord, était l'église du village.
Avant 1790, Sepvigny était l'annexe de Champougny.
L'église de Sepvigny possède deux caractéristiques remarquables. D'une part, son clocher est situé entre la nef et le chœur, d'autre part elle est fortifiée. L'aspect des baies, entre autres, le confirme.
Au sol de l'église, se trouvent encore de nos jours de très vieilles pierres-tombales, dont celle de « l'honorable » Simon Maurice et de son épouse Mengeotte dont il sera question plus loin (Le pain de Pâques à Sepvigny). Voici les transcriptions que l'on peut encore lire sur certaines autres tombes : « Cigit discrète personne Messire Didier, prestre natif de ce lieu, où il trepassa le XXII janvier 1565. Priez pour lui ». Sur une autre pierre tombale : «... Mansuy Burey, prestre, natif de Savigny (autre nom de Sepvigny), lequel trépassa le 24 septembre 1616. »

#### Chapelle du Vieux Astre

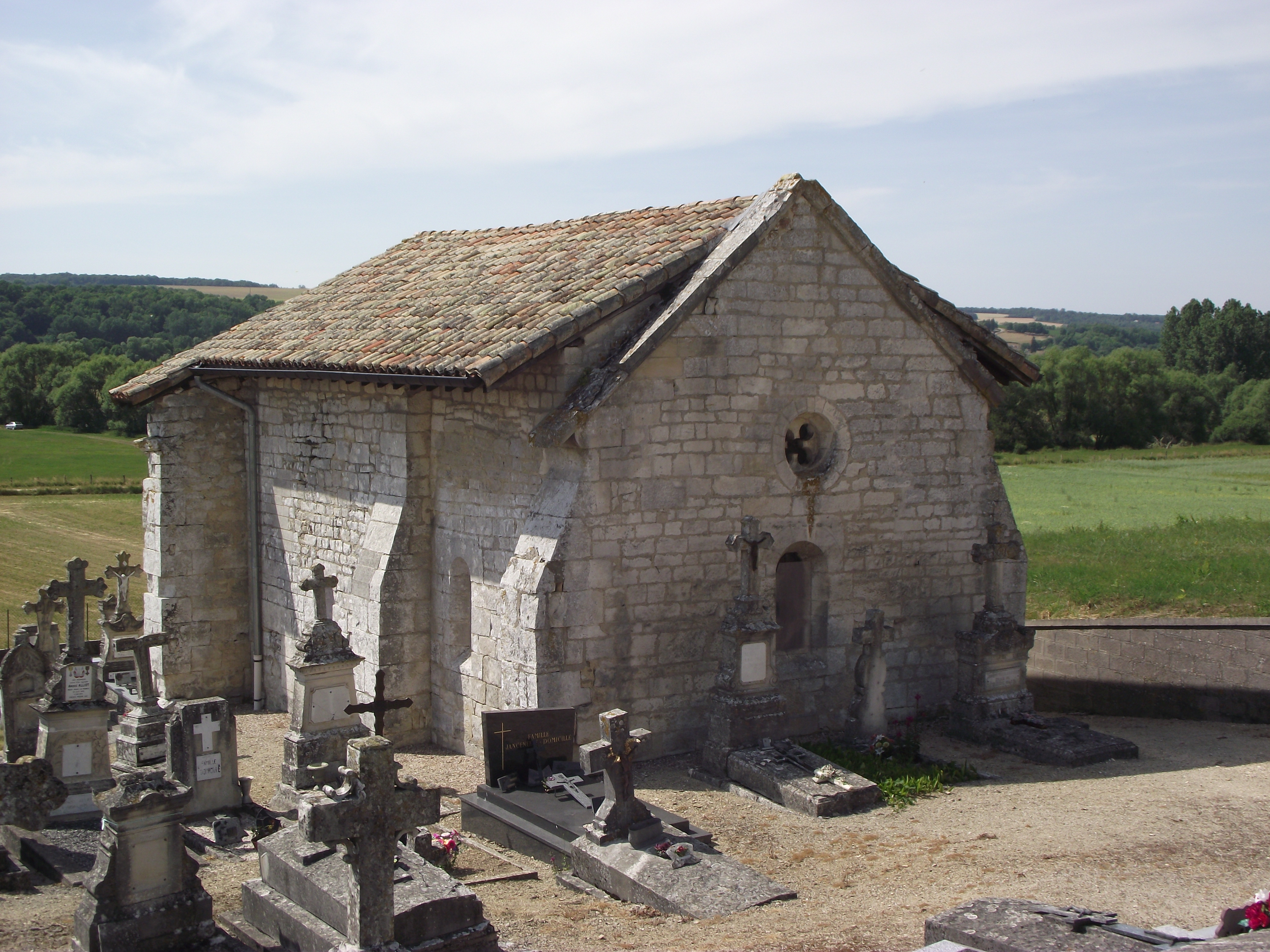
Chapelle du Vieux Astre.

La chapelle du Vieux Astre, classée monument historique en 1910, est sise à 500 mètres du village et entourée du cimetière. On y voit une représentation murale du Dit des trois morts et des trois vifs : trois jeunes gentilshommes sont interpellés dans un cimetière par trois morts, qui leur rappellent la brièveté de la vie et l'importance du salut de leur âme.

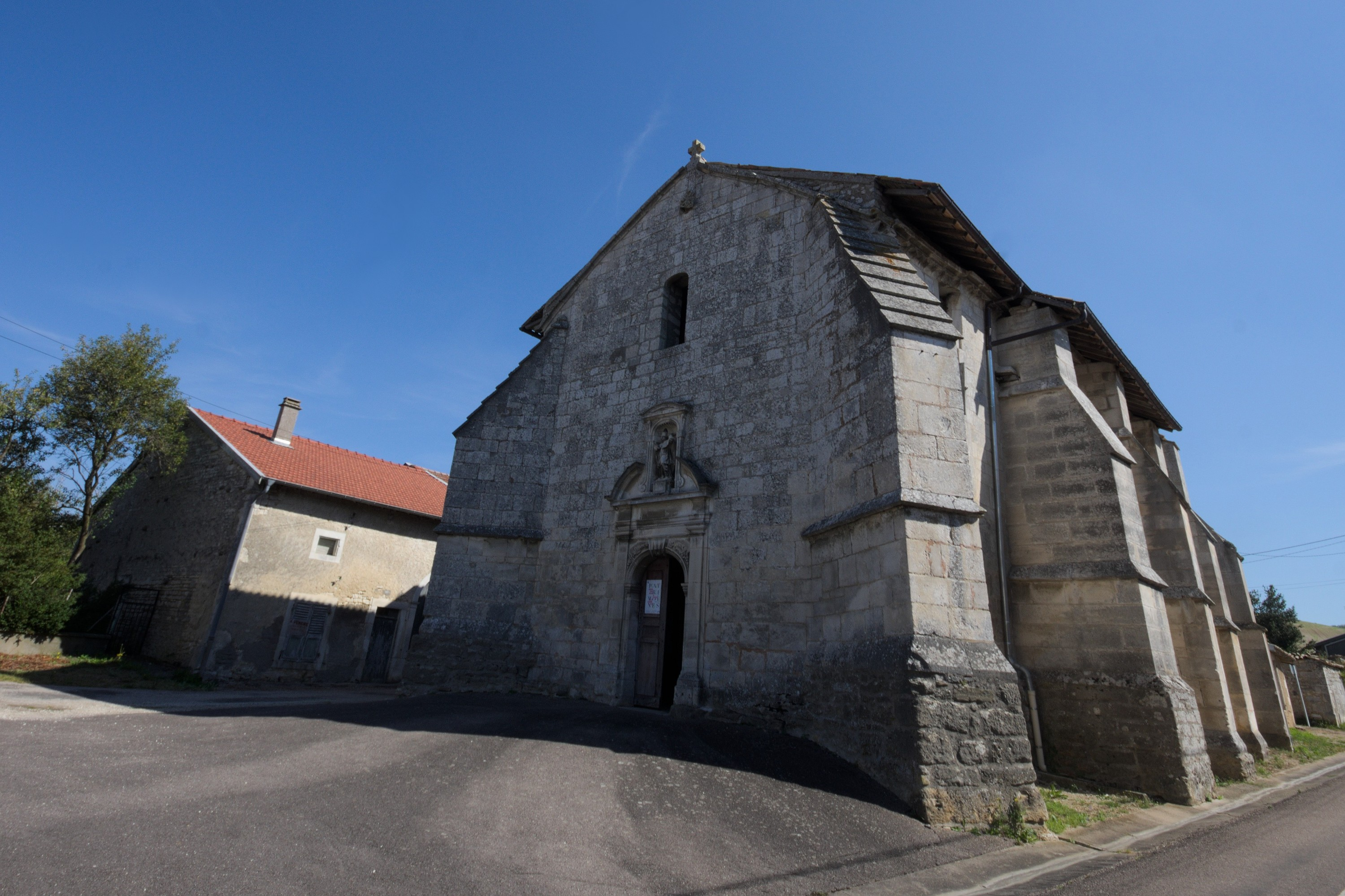
Église fortifiée Saint-Evre.
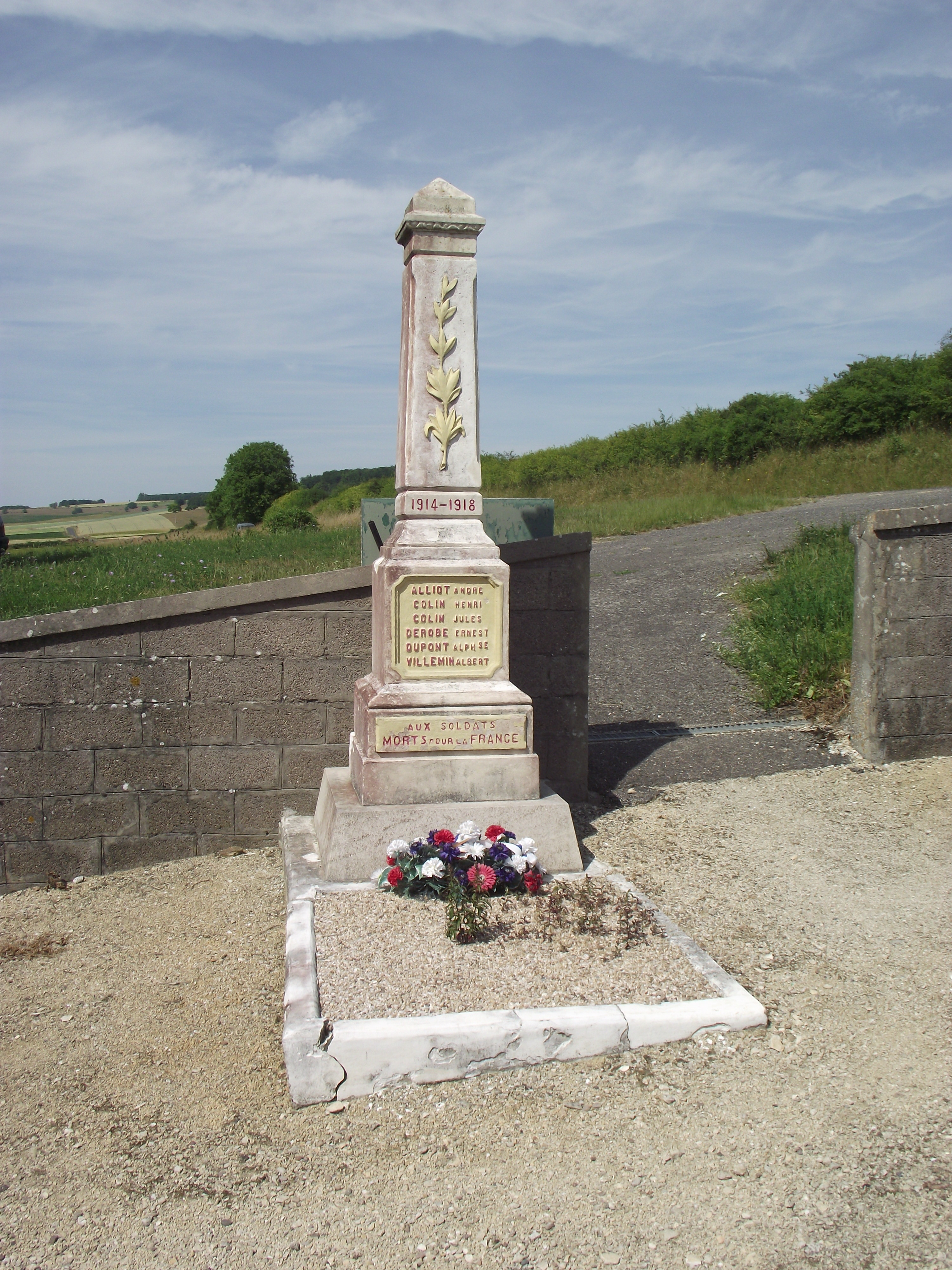
Monument aux morts.

### Héraldique
| Blason de Sepvigny | Blason  | D'or au tau de gueules accosté de deux chaînes rompues du même mises en chevron renversé soutenues par une grappe de raisin de pourpre feuillée de sinople. |
| Blason de Sepvigny | Détails | Blason composé par R.A. Louis avec les conseils de la Commission Héraldique de l'UCGL et mis à disposition de la commune en 2011.                           |